# 珍妮·沙拉

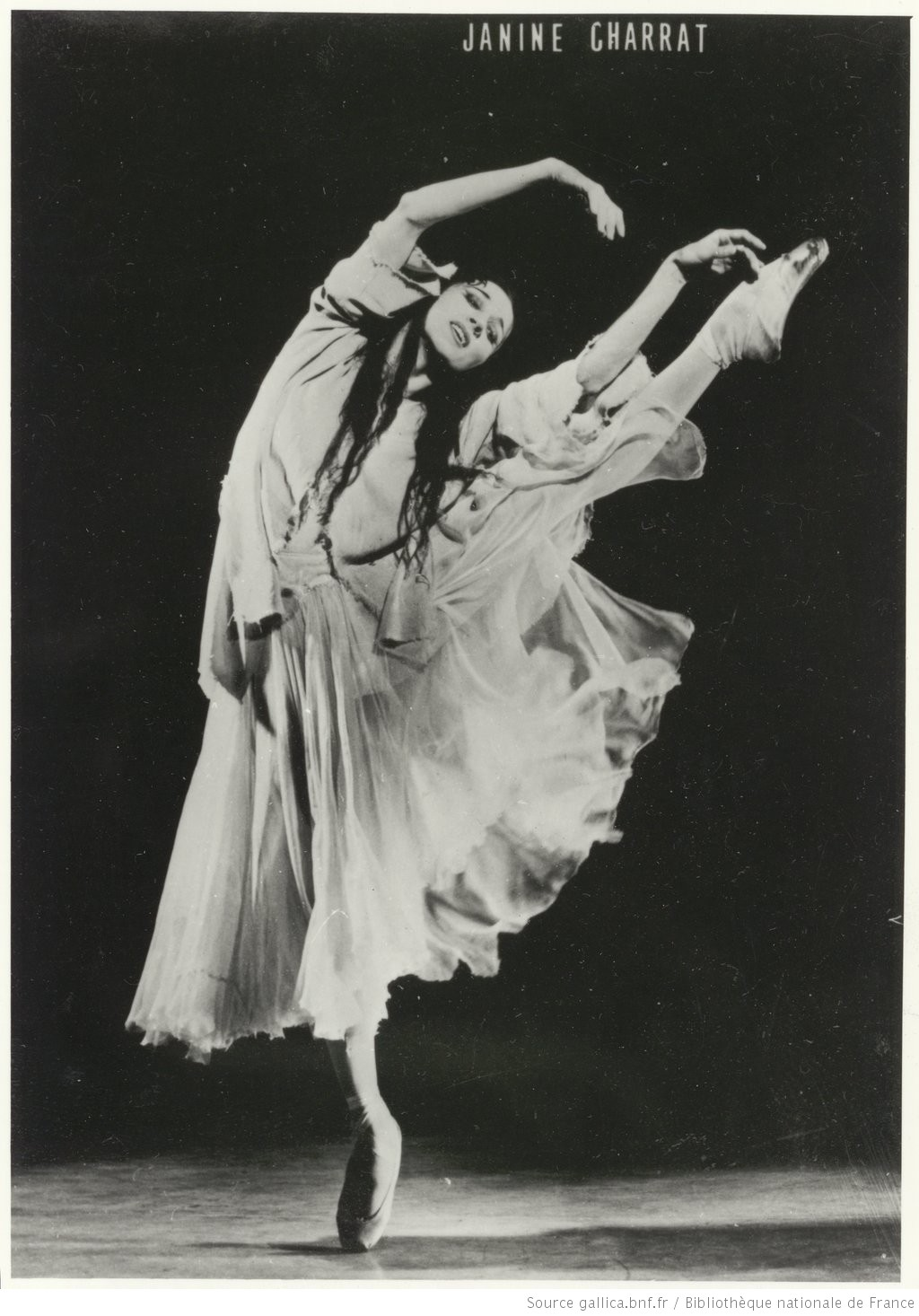
珍妮·沙拉

珍妮·沙拉（法語：Janine Charrat，1924年7月24日—2017年8月29日），法国格勒诺布尔人，是一名法国舞蹈家与编舞家。
她从12岁出演《芭蕾舞女》后，开始编导了超过50部舞蹈作品，并在法国荣誉军团任职。
2017年8月29日，她因病死于巴黎，享年93岁。